# Земляна черепаха колюча
Земляна черепаха колюча (Heosemys spinosa) — вид черепах з роду Земляна черепаха родини Азійські прісноводні черепахи.

## Опис
Завдовжки карапакс досягає 22—22,5 см. Голова порівняно невелика. Поверхня верхньої щелепи вузька. Панцир кістковий. Крайові щитки панцира видаються вбік гострими шипами, завдяки чому ця черепаха має незвичайну зовнішність. На хребті у неї проходить зубчатий кіль. Карапакс з 3 гребенями. Серединний хребетний гребінь проходить через всі 5 хребетних щитків. Передній край карапаксу сильно зазубрений. Пластрон жорсткий, немає рухомого з'єднання або воно частково рухомо у дорослих самиць. Він складається з 12 щитків. Має по 2—3 фаланги на 2 й 3 пальцях задніх кінцівок. Плавальні перетинки на пальцях не сильно розвинені.
Голова темно—коричнева або сіро—коричнева із жовтуватими плямами. Карапакс матово—коричневого забарвлення, пластрон має жовтий колір, нижня поверхня зубців вкрита гарною мережею темних ліній.

## Спосіб життя
Полюбляє дрібні та чисті гірські струмки. Часто виходить на сушу, молоді черепахи ведуть більш сухопутний спосіб життя, ніж дорослі. Тримається у вологих болотистих лісах. Зустрічається на висоті до 900 м над рівнем моря. Активна в сутінках або на світанку. Харчується здебільшого рослинною їжею, зокрема зеленю, фруктами, ягодами. Полює також на дрібних безхребетних.
Самиця відкладає 1—3 яєць, іноді у ґрунт, іноді залишає на поверхні. Інкубаційний період триває від 71 до 106 днів. Черепашенята народжуються завдовжки 55 мм і вагою 34 г.

## Розповсюдження
Мешкає від провінції Тенассерім на крайньому півдні М'янми через південний Таїланд й весь півострів Малакка до островів Суматра, Калімантан, низку поруч розташованих островів Індонезії до Філіппін.

## Утримування
Потрібен низький рівень освітлення. Найкраще використовувати такі ґрунти: торф, сфагнум, субстрат з опалого листа. Необхідний водойма глибиною 3—10 см — залежно від розміру черепахи. Утримування черепах поодинці при температурі води вдень і вночі 23—27 °C, температури повітря на 26—30 °C. Годування повинно відбуватися 1 раз на день, генеральне прибирання тераріуму — 1 раз на місяць.
Потрібно регулярно кропити усе водою з пульверизатора для підтримки високої вологості. Бажано посадити рослини у тераріум. Черепаха може тижнями відмовлятися від їжі, що не приносить їм шкоди. У тераріумі вона малорухлива й може годинами сидіти на одному місці, при цьому не спати, а уважно спостерігати.
Ця черепаха чутлива до захворювань травного тракту, різним гельмінтами.